# Anguliphantes curvus
Anguliphantes curvus är en spindelart som först beskrevs av Andrei V. Tanasevitch 1992.  Anguliphantes curvus ingår i släktet Anguliphantes och familjen täckvävarspindlar. Inga underarter finns listade i Catalogue of Life.